# Ramanadhapuram mandai
Ramanadhapuram mandai är en hundras från Indien. Den är en högrest och ädlare molosserhund från Tamil Nadu som använts som jakthund och vallhund. Rasen är nationellt erkänd av den indiska kennelklubben The Kennel Club of India (KCI).